# Спафарокандидат

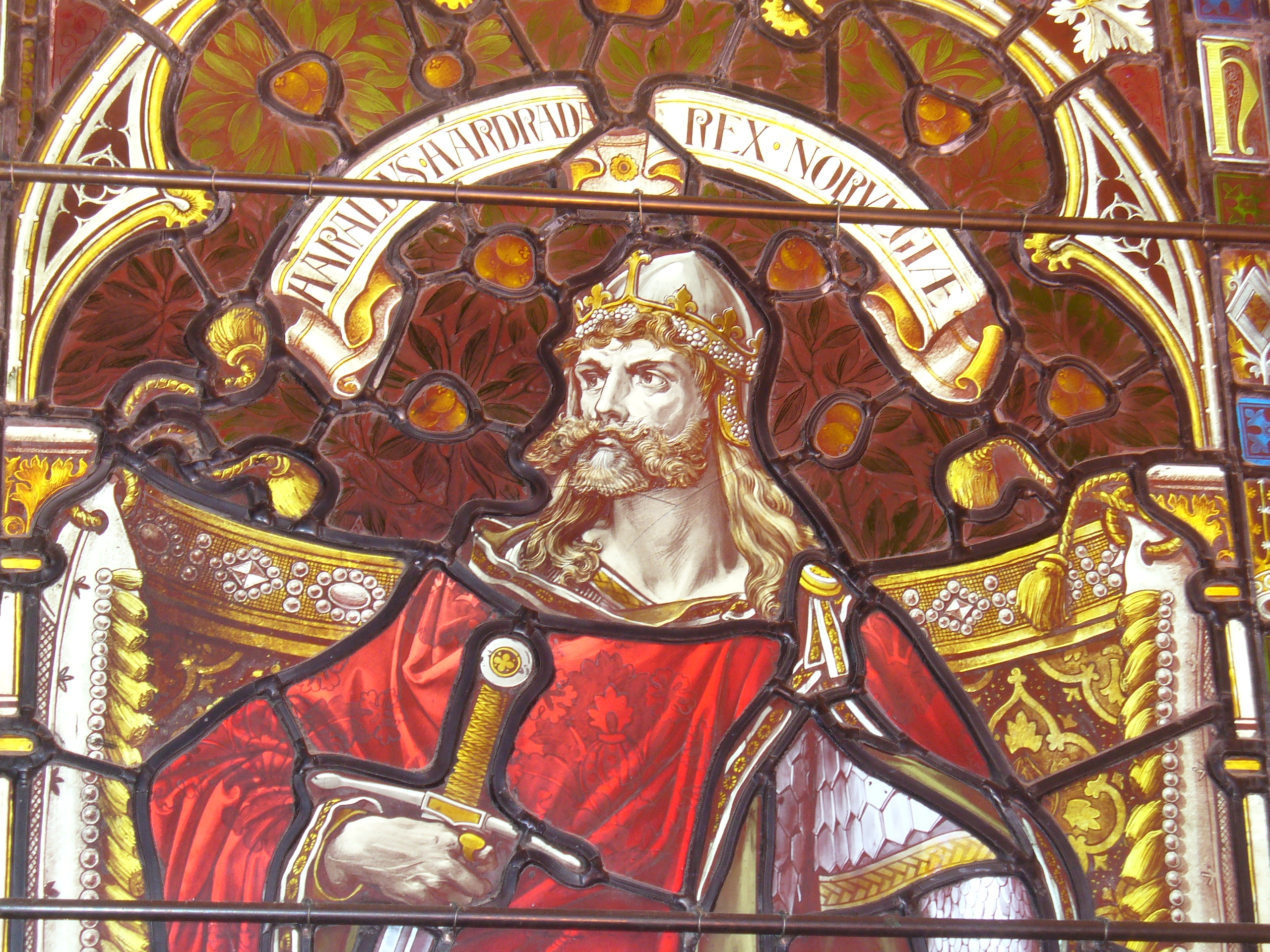
Харальд III Суровый - король Норвегии. Считается обладателем должности спафарокандидатоса

Спафарокандидат (греч.σπαθαροκανδιδᾶτος, лат. spatharocandidatus), было византийским придворным званием среднего ранга, использовавшимся в VII–XI веках.

## История
Этот титул был создан как гибрид титулов спафарий и кандидатос, которые в IV–VI веках были видами дворцовой стражи. Самые ранние упоминания об этом титуле встречаются в «Истории» Себеоса и в письме папы Григория II императору Льву III Исавру (пр. 717–741). Джон Б. Бери предположил, что должность была учреждена в начале VII века, но титул упоминается только с начала IX века. В списках старшинства IX века ("Тактикон Успенского") эта должность стоит ниже должности дисипата и выше должности спафария среди должностей, предназначенных для «бородатых мужчин» (то есть не евнухов). Его отличительным знаком (брабеон) была золотая цепь (манакион), которую носили на груди.
Это звание не присваивалось евнухам, для которых соответствующим званием было спафарокувикулария. Судя по сигиллографическим свидетельствам, это звание было связано в основном с должностями среднего уровня, такими как нотарии и низшие судьи. В списках должностей, известном как "Тактикон Успенского", это звание соответствует определённым должностям в нижнем эшелоне гражданской и военной иерархии, таким как асекретис (старший секретарь), клеисурх (командующий пограничным округом), топотерет (заместитель командующего) тагмы или турмарх (командующий дивизией) фемы. Последнее подтверждённое упоминание этого титула относится к 1094 году, и он вышел из употребления не позднее XII века.

## В популярной культуре
Это название редко встречается в массовой культуре, но в 3-м сезоне 3-й серии исторической драмы «Викинги: Вальхалла» персонажи, представляющие византийского полководца Георгия Маниака и викинга Харальда Сигурдссона (Харальда Хардраду), получают его в качестве награды за победу на Сицилии. Хардраду играет Лео Сутер, а Маниака — Флориан Мунтяну.